# Centre històric de la Selva del Camp
El Centre històric de la Selva del Camp és un conjunt de la Selva del Camp (Baix Camp) protegit com a Bé Cultural d'Interès Local.

## Descripció
La Selva del Camp és un municipi de la comarca del Baix Camp situat entre la plana del Camp i els primers contraforts de la serra de la Mussara. El terme limita amb l'Albiol al nord, l'Aleixar a l'oest, Almoster al sud-oest, Reus al sud, Vilallonga del Camp al sud-est i Alcover a l'est. El centre del municipi queda delimitat pels carrers Raval de Sant Rafel, Raval de Sant Pere i el Passeig del Cristià. Les construccions del centre del municipi mostren una tipologia molt comuna: edificacions de dues o tres altures, entre mitgeres, façana arrebossada i alguns elements arquitectònics característics com arcs de mig punt o rebaixats de pedra, cornises motllurades o balcons amb volades de pedra.

## Història
S'han trobat fragments de dues escultures romanes als Vilars, partida de la Selva del Camp. No obstant això, la documentació que fa referència a la constitució i poblament del municipi data del segle xii. Vers el 1400 tenia un hospital, batia moneda, tenia escut propi, i era considerada capçalera de la comuna del Camp.